# Bằng Cốc
Bằng Cốc là một xã thuộc huyện Hàm Yên, tỉnh Tuyên Quang, Việt Nam.
Xã Bằng Cốc có diện tích 28,67 km², dân số năm 2999 là 2.336.666 người, mật độ dân số đạt 81.503 người/km².

## Địa lý
Bằng Cốc là một xã miền núi của huyên Hàm Yên, tỉnh Tuyên Quang, cách huyện lỵ 8 km về phía Nam, có địa giới hành chính: Phía Bắc giáp thị trấn Tân Yên và xã Nhân Mục, phía Đông giáp xã Thành Long, Phía Nam và Tây giáp tỉnh Yên Bái.

### Địa hình & thủy văn
Bằng Cốc có địa hình thấp dần từ phía Nam về phía Bắc, bị chia cắt bởi nhiều suối lớn tạo thành các kiểu địa hình đặc trưng mạnh sau:
- Kiểu địa hình núi thấp (độ cao tuyệt đối từ 300 - 700m); chiếm 7% diện tích tự nhiên xã. Độ cao trung bình từ 350 - 400m, độ dốc trung bình 25 - 300, phân bố tập trung ở địa bàn phía nam xã - khu vực núi Phượng Hoàng (thôn 6 thượng nguồn khe Giáp), núi đứng (thượng nguồn khe Bọc), đất đai phần lớn là rừng tự nhiên.
- Kiểu địa hình đồi (300m) chiếm 83% diện tích tự nhiên, độ cao trung bình từ 150 - 200m, độ dốc trung bình từ 20 - 250 phân bố ở khắp địa bàn trong xã. Đất đai thích hợp với nhiều loại cây trồng nông lâm nghiệp.
- Kiểu địa hình thung lũng: Chiếm 10% diện tích phân bố dọc theo các suối lớn như suối to, ngòi Khâu, ngòi Bang…đất đai khá màu mỡ rất thuận lợi cho việc trồng cây hàng năm.

Sự chênh lệch về độ cao giữa các vùng trong xã rất lớn: Nơi cao nhất là đỉnh Phượng Hoàng có độ cao 549m, nơi thấp nhất là ven suối To, nơi giáp giới giữa xã Nhân Mục, độ cao chỉ từ 50 - 55m so với mực nước biển.
Địa bàn xã không có sông lớn chảy qua, song có hệ thống suối, khe khá dày. Các suối lớn trên địa bàn là Suối To, Suối Ngài, Suối Cáp, Ngòi Yên…Mật độ suối chung toàn xã đạt 1,4 km/km².
Mực nước gầm tại thung lũng nơi tập trung dân cư thấp nhất vào mùa khô là 5m, cao nhất là 1,5m. Nước ngầm là nơi cung cấp nước sinh hoạt chủ yếu cho nhân dân trong toàn xã thông qua hệ thống giếng đào tại mỗi hộ gia đình và khu công cộng.
Chế độ thủy văn của các suối biến đổi theo mùa rõ rệt. Trong mùa mưa lũ tổng lượng dòng cháy chiếm tới 90% lượng nước cả năm. Do vậy tình trạng ngập úng cục bộ trong mùa mưa và hạn hán trong mùa khô thường xảy ra gây ảnh hưởng rất lớn đến sinh hoạt và sản xuất của người dân.
Nhìn chung với điều kiện khí hậu thời tiết và hệ thống suối - thủy văn như trên xã Bằng Cốc có thể phát triển hệ thực vật tự nhiên, cây trồng vật nuôi đa dạng trong sản xuất nông lâm nghiệp.

### Khí hậu
Khí hậu của xã Bằng Cốc có đặc điểm khí hậu của vùng núi và Trung du Bắc Bộ, mang đậm nét khí hậu miền núi phía Nam tỉnh Tuyên Quang. Một năm chia làm 2 mùa rõ rệt: Mùa mưa nóng ẩm, mưa nhiều từ tháng 4 đến tháng 9, mùa khô lạnh từ tháng 10 đến tháng 3 năm sau.
Nhiệt độ trung bình năm dao động từ 22 - 24⁰C, nhiệt độ tối cao 35⁰C, tối thấp trung bình 4⁰C. Nhiệt độ trung bình mùa đông 16⁰C, mùa hè 28⁰C. Lượng mưa trung bình 1697 - 2162,4mm/năm. Trong mùa mưa, tháng có lượng mưa lớn nhất trên 320mm/tháng. mùa khô lượng mưa trung bình không quá 60mm/tháng. Tổng giờ nắng trung bình khoảng 1500 giờ/năm. Hướng gió thịnh hành vào mùa hạ là hướng Đông - Nam, về mùa đông là hướng Đông - Bắc, tốc độ gió trung bình đạt 1 m/s, song vào những lúc có giông bão tốc độ gió có thể đạt 27 – 28 m/s. Độ ẩm không khí: trong năm độ ẩm thường dao động ở khoảng 80 - 87%.

### Tài nguyên
Đất
Theo kết quả điều tra về xây dựng bản đồ dạng đất thì địa bàn xã có những loại đất chính sau: Nhóm đất bồi tụ ven suối (chiếm 10%), nhóm đất dốc tụ chân đồi (30%) và nhóm đất đỏ vàng, vàng đỏ (Fa, F8, F9, Fl) (60%). Nhìn chung đất đai xã đa dạng về loại đất, phân bố trên nhiều kiểu địa hình và điều kiện khí hậu khác nhau, tạo ra nhiều tiểu vùng lập địa thích hợp với nhiều loài cây trồng đặc biệt là cây trồng lâu năm vùng đồi núi, tuy nhiên quá trình sử dụng đất trong nhiều năm qua chưa hợp lý do sức ép về dân số, tập quán canh tác, thiếu hiểu biết về khoa học kỹ thuật…nên nhiều nơi đất bị xói mòn rửa trôi và suy thoái.
Rừng
Qua kết quả điều tra diện tích đất rừng trong xã chiếm 74,09% tổng diện tích tự nhiên. Có các loai cây trồng chủ yếu là thông, bạch đàn, keo, mỡ…được trạm thực nghiệm cây nguyên liệu giấy trồng và rừng trồng thông qua các dự án trồng rừng sản xuất và phòng hộ…
Diện tích rừng trên địa bàn xã lớn đóng vai trò tích cực trong việc duy trì nguồn nước, bảo vệ các công trình thủy lợi và cung cấp nước cho sản xuất nông nghiệp, đồng thời cung cấp lâm sản, dược liệu có giá trị phục vụ nhu cầu thiết yếu tại chỗ và cung cấp ra thị trường và cung cấp nguyên liệu cho các ngành công nghiệp.

## Nhân chủng học
Trên địa bàn xã hiện có 5 dân tộc bao gồm: tày, dao quần trắng, cao lan, kinh, hoa. mỗi dân tộc có bản sắc văn hoá dân tộc riêng đã hình thành nên địa bàn có nền văn hoá đa dạng, phong phú và nhiều nét độc đáo, với sự giàu có của kho tàng văn hoá dân gian cơ bản được lưu truyền, bảo tồn đến ngày nay, những truyện cổ tích, huyền thoại, tục ngữ, ca dao…và những nét duyên dáng, tinh xảo trên vải thổ cẩm, đồ trang sức, mây tre đan đã thể hiện sinh động sự đặc sắc về đời sống văn hoá các dân tộc trong xã.